# アルド・ドゥシェル
アルド・ドゥシェル（Álvaro "Aldo" Pedro Duscher, 1979年3月22日 - ）は、アルゼンチン・チュブ州出身の元同国代表サッカー選手。現役時代のポジションはミッドフィールダー（センターハーフ）。

## 経歴
2000年、スペインのデポルティーボ・ラ・コルーニャに移籍した。2000-01シーズンは5試合の出場にとどまったが、2001-02シーズンは21試合に出場し、コパ・デル・レイとスーペルコパ・デ・エスパーニャの2冠を達成した。2007年にラシン・サンタンデールに移籍し、2007-08シーズンは34試合に出場した。その活躍から2008年夏にはセビージャFCに移籍した。セイドゥ・ケイタやクリスティアン・ポウルセンが抜けた中盤においてポジションを確保し、リーグ3位に貢献した。2010年夏、RCDエスパニョールに完全移籍した。2013年2月にはギリシャ・スーパーリーグのヴェリアFCに移籍したがリーグ戦に出場することはなく、引退することを表明した

## エピソード
- 2002 FIFAワールドカップ直前に行われたUEFAチャンピオンズリーグ・グループリーグのマンチェスター・ユナイテッドFC戦において、当時イングランド代表の中心選手であったデビッド・ベッカムにタックルをして足を故障させた。
- 故郷にダムを所有しており、ネット上の掲示板ではしばしばダムの愛称で呼ばれる。